# Аггьольський національний парк
Аггьольський національний парк (азерб. Ağ göl Milli Parkı) — створений у 2003 році на території Агджабединського і Бейлаганського районів. Загальна площа парку 17924 га (179,24 км²). Парк створено на базі Аггьольського державного заповідника і Аггьольського державного заказника.

## Місцезнаходження
Парк розташований у Мильському степу. Ландшафт напівпустельний. З огляду на те, що це місце є місцем зимівлі та гніздування птахів, цей парк можна назвати орнітологічною ділянкою.

## Мета створення
Основною метою створення парку є захист водно-болотних екологічних систем, на яких масово зимують і гніздяться перелітні, навколоводні та водоплавні птахи. Аг-Гель занесений до списку ЮНЕСКО конвенції «Про водно-болотних місцях міжнародного значення як ділянках проживання більшості водоплавних птахів».

## Фауна
орнітологічна фауна Аггельського національного парку різноманітна. Тут можна зустріти понад 140 видів птахів. Із них 89 видів гніздяться на території парку.
| Назва                          | Наукова назва        |
| ------------------------------ | -------------------- |
| Ссавці                         |                      |
| Свиня дика                     | Sus scrofa           |
| Нутрія                         | Myocastor coypus     |
| Кіт очеретяний                 | Felis chaus          |
| Заєць сірий                    | Lepus europaeus      |
| Куниця лісова                  | Martes martes        |
| Лисиця звичайна                | Vulpes vulpes        |
| Козиця звичайна                | Rupicapra rupicapra  |
| Бабак                          | Marmota              |
| Козел звичайний або безоа́ровий | Capra hircus         |
| Ведмідь бурий                  | Ursus arctos         |
| Сарна європейська              | Capreolus capreolus  |
| Вовк                           | Canis lupus          |
| Птахи                          |                      |
| Фламінго                       | Phoenicopterus       |
| Франколинус орлан-белохвост    | Haliaeetus albicilla |
| білий пелікан                  | Pelicanus crispus    |
| Дрохва                         | Otis tarda           |
| Лебеді                         | Cygnus               |
| Орел                           | Aquila               |
| Куріпки                        | Perdicinae           |
| Орябок                         | Tetrastes bonasia    |
| Дика індичка                   | Meleagris gallopavo  |
| Султанська курка               | Gallus gallus        |
| Риби                           |                      |
| Щука звичайна                  | Esox lucius          |
| Короп звичайний                | Cyprinus carpio      |